# 古恩特海崖
古恩特海崖（英語：Guenter Bluff）是南極洲的海崖，位於奧次地，屬於烏薩爾普山脈的一部分，美國地質調查局根據測量和該國海軍的空中照片繪入地圖，現時由南極條約體系管理。